# 반량풍
반량풍(潘量豐, ?~?)은 백제의 채약사이다.

## 생애
553년 6월에 왜에서 사신을 보내어 약재 및 여러 학자 등을 보내어줄 것을 부탁했다. 다음 해 2월에 여러 전문가들이 왜에 파견되었고 반량풍은 시덕 관등의 채약사로 시신단에 참가하게 되었다.